# فيكتوريا فورستر
فيكتوريا فورستر هي كاتبة سيناريو ومخرجة كندية، ولدت في 1974 في أونتاريو في كندا.